# Hitachi AH-200
Hitachi AH-200 (AH-200) је кућни рачунар, производ фирме Хитачи (Hitachi) који је почео да се израђује у Јапану током 1984. године.
Користио је Zilog Z80A као централни микропроцесор а RAM меморија рачунара AH-200 је имала капацитет од 64 KB. 
Као оперативни систем кориштен је MSX DOS.

## Детаљни подаци
Детаљнији подаци о рачунару AH-200 су дати у табели испод.
|                       |                                                                            |
| [ 1 ]                 |                                                                            |
| Произвођач            | Хитачи                                                                     |
| Тип                   | кућни рачунар                                                              |
| Меморија              | 64 KB                                                                      |
| Поријекло             | Јапан                                                                      |
| Година                | 1984                                                                       |
| Тастатура             | тастатура са пуним помаком тастера, 5 функцијских тастера и тастери смјера |
| Процесор              |                                                                            |
| Фреквенција процесора | 3,58                                                                       |
| RAM                   | 64 KB                                                                      |
| ROM                   | 32 BASIC/BIOS ( MSX BASIC V1.0)                                            |
| Текст                 | мод 0 : 40 x 24                                                            |
| Графика               | мод 2 : 256 x 192 са 16 боја (Hires мод)                                   |
| Боја                  | 16                                                                         |
| Звук                  | General Instruments AY-3-8910 програмибилни генератор звука                |
| Димензије             | 50,2 (ширина) x 38,1 (висина) x 29,2 (дубина) / 21 .                       |
| Портови               |                                                                            |
| Оперативни систем     |                                                                            |